# Begijnhofkapel (Amsterdam)
De begijnhofkapel is een rooms-katholieke kapel op het Begijnhof in de Nederlandse hoofdstad Amsterdam. De officiële naam is de HH. Johannes en Ursulakapel. Op het begijnhof is nog een andere kapel die ook begijnhofkapel genoemd wordt, maar deze is beter bekend als de Engelse Kerk. De kapel valt onder de Sint-Nicolaasparochie, wordt bediend door de paters sacramentijnen en heeft een centrale rol in de devotie rond het Mirakel van Amsterdam.

## Geschiedenis
Al vanaf het ontstaan van het begijnhof in het begin van de veertiende eeuw heeft er een kapel gestaan op deze plek. Toen de Engelse protestanten in 1604 de middeleeuwse kapel in gebruik namen, gingen de katholieke begijntjes elders op het begijnhof kerken. In 1665 werden twee woonhuizen op deze plek samengevoegd tot één kerkruimte. Op 2 juli 1671 werd de eerste steen gelegd voor de grote verbouwing tot een volwaardige kerkruimte naar een ontwerp van Philips Vingboons. Omdat alleen de hervormde kerk officieel was toegestaan was dit katholieke bedehuis van buitenaf niet als kerk herkenbaar.

## Interieur
Het hoofdaltaar geeft de kapel een neoclassicistische uitstraling. Om in de beperkte ruimte zo veel mogelijk gelovigen te bergen, is er een galerij ingebouwd. Boven het hoogaltaar hangt een schilderij dat de opneming van Maria in de hemel uitbeeldt. Daarboven staat een beeld van de evangelist Johannes, een van de twee patronen van de kerk. Daar staat hij met zijn attributen: boek, adelaar en kelk met slang.
Tussen schilderij en beeld is een chronogram te lezen, waaruit het jaartal is af te leiden van de bouw van dit hoofdaltaar: hIC apostoLUs ILLe qUeM DILIgebat IesUs (Zie de apostel, hij, door Jezus bemind.)
Links is een zijkapel dat aan het Mirakel is gewijd. Een beeld van de Heilige Nicolaas van Myra, de patroon van de stad, prijkt boven de toegangsbogen. Rondom in de kapel zijn afbeeldingen te zien die verband houden met het Mirakel van Amsterdam. De schilderijen boven de zijaltaren zijn van de hand van Nicolaes Moeyaert.
Aan de rechterwand ziet men een lang schilderij. Dit heet: "De processie" (ter ere van het Mirakel) en is van de hand van Antoon Derkinderen . In 2015 is het schoongemaakt en gerestaureerd en werd een speciale belichting aangebracht, opdat het schilderij weer optimaal "gelezen" kan worden.
Gisèle d'Ailly van Waterschoot van der Gracht heeft eind jaren '40, begin jaren '50 van de twintigste eeuw, de glas-in-loodramen van de kapel ontworpen en gemaakt. Op het raam 1950 heeft zij zichzelf afgebeeld.
Toen bekend werd dat Huize St. Bernardus gesloopt zou gaan worden om plaats te maken voor een eigentijds woonzorgcentrum (De Makroon) kon men het Cavaillé-Coll-orgel overnemen. Dit staat nu in de Begijnhofkapel.

## Het Mirakel van Amsterdam
Toen begin jaren 80 van de negentiende eeuw de belangstelling voor het Mirakel van Amsterdam opleefde, gingen de Amsterdamse katholieken op zoek naar een kerk die als centrum voor deze devotie kon gaan dienen. Aanvankelijk viel het oog op de (protestantse) Nieuwezijds kapel (ter Heilige Stede), omdat deze middeleeuwse kerk stond op de plek waar het mirakel plaats had en ook omdat men deze kerk wilde sluiten. Toen dat niet lukte, koos men voor de begijnhofkapel. Op het eind van de 20e eeuw werd een groep paters sacramentijnen aangetrokken voor de bediening en om de devotie verder vorm te geven.

## Rectoraatskerk
De Joannes en Ursulakapel (Begijnhofkapel) is een van de vier rectoraatskerken in de parochie van de heilige Nicolaas. Het pastoraat is toevertrouwd aan de Congregatie van het heilig Sacrament.

Aan het hoofd van de Begijnhofkapel staat dan ook geen pastoor, maar een rector. Van 1 juli 2001 tot 15 januari 2014 was pater Eugène van Heyst sss rector. Per 15 januari 2014 is pater Pieter van Wijlick sss benoemd.